# Antirrhea archaea
Antirrhea archaea är en fjärilsart som beskrevs av Jacob Hübner 1816. Antirrhea archaea ingår i släktet Antirrhea och familjen praktfjärilar. Inga underarter finns listade i Catalogue of Life.